# İbrahimözü, Göynük
İbrahimözü là một xã thuộc huyện Göynük, tỉnh Bolu, Thổ Nhĩ Kỳ. Dân số thời điểm năm 2010 là 463 người.